# Perschling (Dolna Austria)
Perschling (do 30 listopada 2015 Weißenkirchen an der Perschling) – gmina w Austrii, w kraju związkowym Dolna Austria, w powiecie St. Pölten-Land. Liczy 1519 mieszkańców (1 stycznia 2023).